# Morley (Meuse)
Morley ist eine französische Gemeinde mit 207 Einwohnern (Stand: 1. Januar 2022) im Département Meuse in der Region Grand Est (bis 2016: Lothringen). Sie gehört zum Arrondissement Bar-le-Duc und zum Kanton Ligny-en-Barrois. 

## Geografie
Morley liegt an der Saulx im Süden des Départements Meuse, etwa 22 Kilometer südsüdöstlich von Bar-le-Duc und etwa 70 Kilometer westsüdwestlich von Nancy. 
Umgeben wird Morley von den Nachbargemeinden Dammarie-sur-Saulx im Norden, Hévilliers im Nordosten, Couvertpuis im Osten, Montiers-sur-Saulx im Süden, Chevillon im Südwesten, Brauvilliers im Westen sowie Juvigny-en-Perthois im Nordwesten.

## Bevölkerungsentwicklung
| Jahr                       | 1962 | 1968 | 1975 | 1982 | 1990 | 1999 | 2006 | 2019 |
| Einwohner                  | 316  | 299  | 252  | 198  | 194  | 201  | 218  | 206  |
| Quellen: Cassini und INSEE |      |      |      |      |      |      |      |      |

## Sehenswürdigkeiten

Kirche Saint-Pierre-Saint-Paul

- Kirche Saint-Pierre-Saint-Paul